# Grit Straßenberger

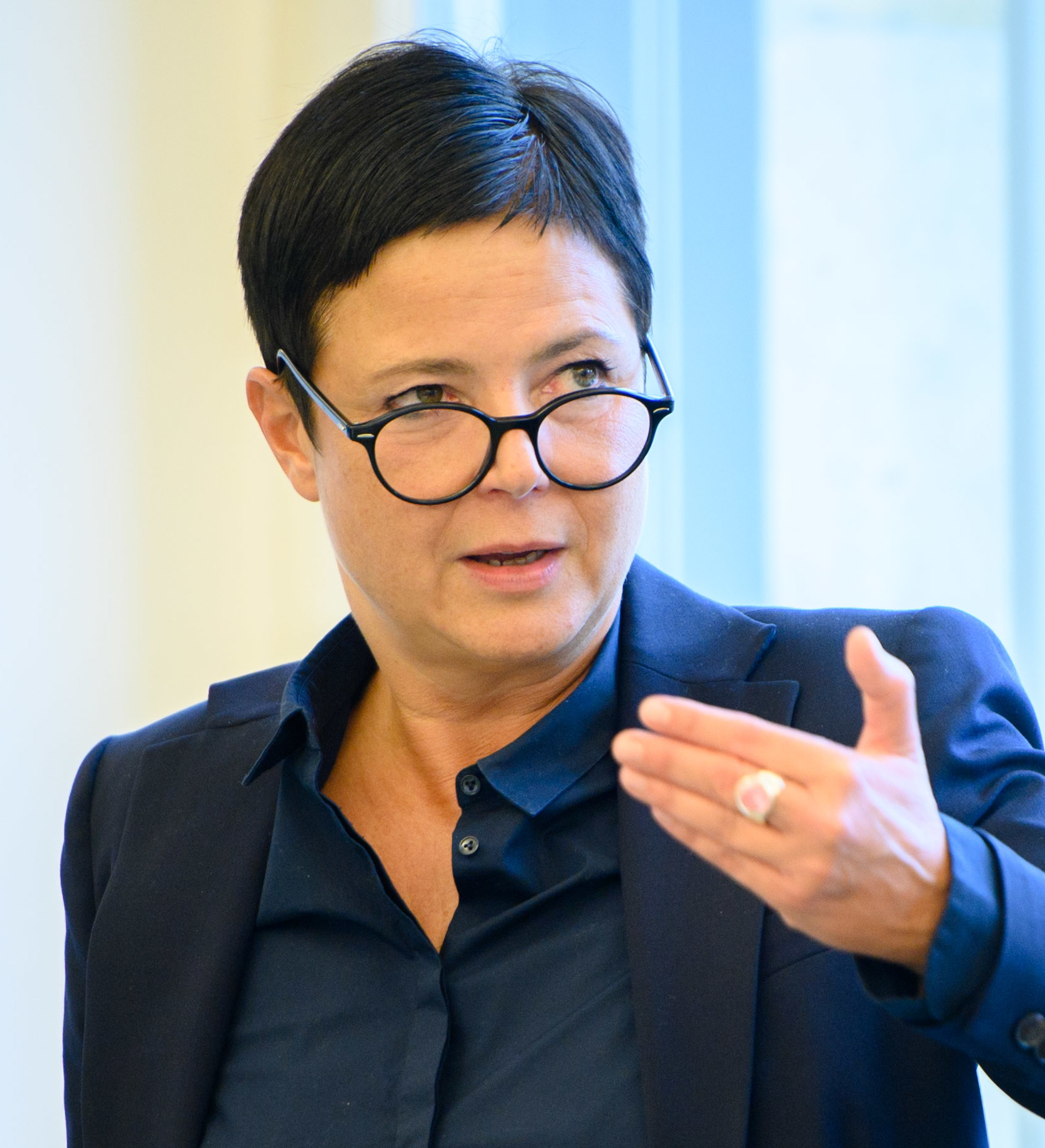
Grit Straßenberger, 2019

Grit Straßenberger (* 1970 in Berlin) ist eine deutsche Politikwissenschaftlerin.

## Leben
Straßenberger studierte nach dem Abitur 1989 von 1990 bis 1997 Sozialwissenschaften an der Humboldt-Universität zu Berlin. 1997 erwarb sie das sozialwissenschaftliche Diplom. Sie war dann Promotionsstipendiatin der Heinrich-Böll-Stiftung und wurde 2004 bei Herfried Münkler mit der Dissertation Erfahrung und Methode. Narrativistische Wendungen normativer politischer Theorie bei Hannah Arendt, Michael Walzer und Martha Craven Nussbaum zum Dr. phil. (magna cum laude) promoviert.
Von 2003 bis 2005 war sie wissenschaftliche Mitarbeiterin in der Arbeitsgruppe „Eliten-Integration“ an der Berlin-Brandenburgischen Akademie der Wissenschaften. 2005/06 war sie wissenschaftliche Mitarbeiterin bzw. Lehrstuhlvertreterin am Lehrstuhl Didaktik der politischen Bildung der Universität Potsdam. Von 2006 bis 2013 war sie wissenschaftliche Assistentin am Lehrbereich Theorie der Politik des Instituts für Sozialwissenschaften der Humboldt-Universität zu Berlin. 2009 und 2012 war sie Vertretungsprofessorin für das Fachgebiet Politische Theorien an der Universität Kassel und 2012/13 für das Fachgebiet Theorie der Politik am Institut für Sozialwissenschaften der Humboldt-Universität zu Berlin.
2013 habilitierte sie sich an der Philosophischen Fakultät III mit der Arbeit Politische Führung. Zu einem Dilemma der modernen Demokratietheorie und wurde 2014 Privatdozentin ebendort. Seit 2015 ist sie Professorin für Politische Wissenschaft am Institut für Politische Wissenschaft und Soziologie der Rheinischen Friedrich-Wilhelms-Universität Bonn.
Zu ihren Forschungsschwerpunkten gehören u. a. Politische Theorie und Ideengeschichte, Demokratietheorie und Elitenforschung.

## Schriften (Auswahl)
- Über das Narrative in der politischen Theorie (= Politische Ideen. Bd. 18). Akademie-Verlag, Berlin 2005, ISBN 3-05-004145-5.
- mit Herfried Münkler, Matthias Bohlender (Hrsg.): Deutschlands Eliten im Wandel. Campus-Verlag, Frankfurt am Main u. a. 2006, ISBN 978-3-593-38026-1.
- Hannah Arendt zur Einführung (= Zur Einführung. 245). Junius, Hamburg 2015, ISBN 978-3-88506-089-5.
- mit Herfried Münkler: Politische Theorie und Ideengeschichte. Eine Einführung (= C.H. Beck Paperback. 1817). C.H. Beck, München 2016, ISBN 978-3-406-59985-9.